# Mulinello (idrologia)

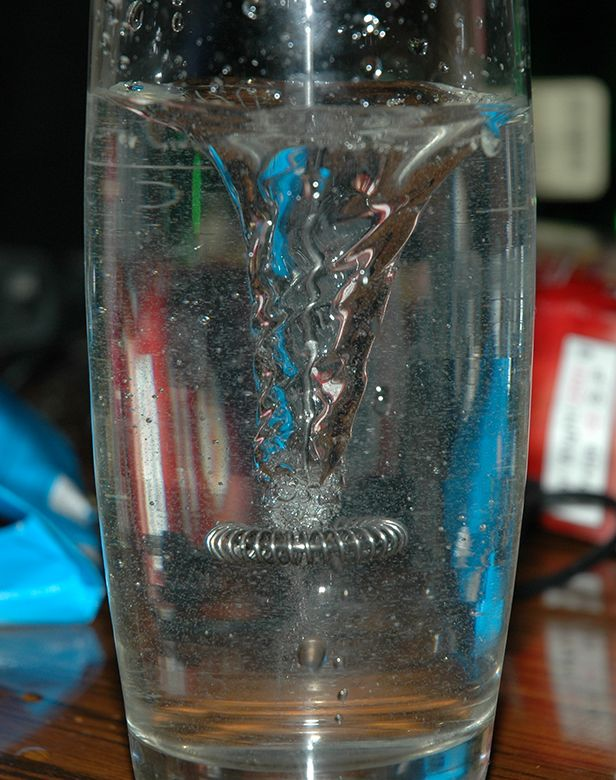
Mulinello generato artificialmente in un bicchiere d'acqua

Il mulinello, anche detto molinello, vortice e gorgo, è un moto circolare e rotativo di acqua che si forma in un fiume o lago. Quando il mulinello si genera all'interno di un mare o un oceano questo prende il nome di maelstrom o gyre a seconda delle sue dimensioni.

## Descrizione
I mulinelli sono dovuti alle irregolarità dell'alveo, il moto dei venti e/o le differenze di temperatura generate dall'ingresso di fiumi o torrenti. Quando più correnti d'acqua tra loro opposte si scontrano, possono generare un moto rotatorio che sposta l'acqua in profondità. Ai mulinelli contribuiscono anche il mescolamento delle acque fredde dei fondali con quelle più calde in superficie.